# Agrypon flaviventris
Agrypon flaviventris là một loài tò vò trong họ Ichneumonidae.